# Стратимир
Стратимир (серб. Страцимир Балшић; ум. 1373) — господарь Зеты в 1362—1372 годы. Один из трех сыновей Балши I, правителя Зеты.

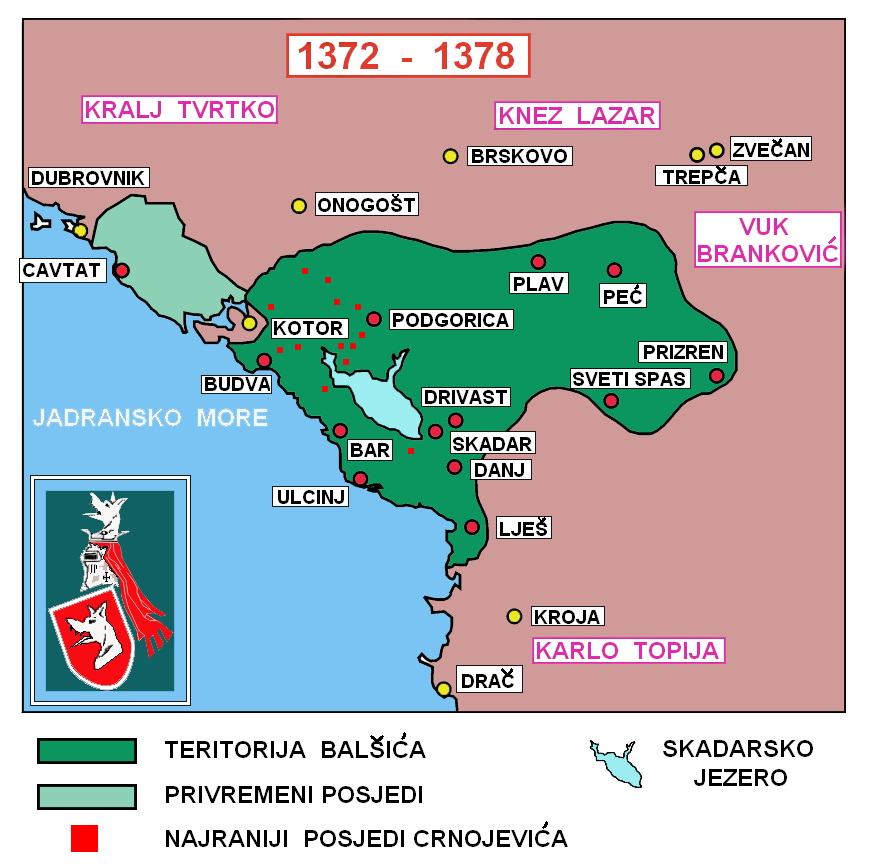
Владения Балшичей после смерти Балша I

## Биография
Стратимир вел активную внешнюю политику. Пытался подчинить Котор и южную Албанию(вел борьбу с Карлом Топиа). Поддерживал хорошие отношения с Венецией и папством. Гражданин Венеции с 1361 года. В 1368/1369 году вместе с братьями принял католицизм. Перед смертью принял постриг и умер монахом.

## Семья
Сведения о семье Стратимира разноречивы: авторы расходятся в именах его жен и количестве детей, но все указывают, что у Стратимира был сын Георгий II Балшич.
FMG и Мирослав Марек в качестве жен называют:
1. Ирину Дуклину
2. Милицу Мрнявчевич (дочь Вукашина).

И. Я. Вацлик Милицу Мрнявчевич называет женой Дюрада I, брата Стратимира. FMG и Шафров в качестве жены Дюрада I называют Оливеру Мрнявчевич (тоже дочь Вукашина, притом Шафров жен у Стратимира не называет).
Кроме того, в качестве второго и третьего ребёнка у Стратимира FMG названы:
2) Гойко ( — к 1372)
3) Иван ( — к 1372)